# آیسلین دربز
آیسلین گونزالس میشل (زاده ۱۸ مارس ۱۹۸۷)، که بیشتر با نام آیسلین دربز شناخته می‌شود، یک هنرپیشه مکزیکی است. آیسلین گونزالس میشل دختر بازیگرانی چون یوجنیو دربز و گابریلا میشل است که از سال ۱۹۸۶ تا ۱۹۸۷ ازدواج کرده بودند. او کار خود را به عنوان یک مدل در سن ۱۵ سالگی آغاز کرد.

## فیلم‌شناسی

### فیلم
| سال  | عنوان                  | نقش                    | یادداشت‌ها                                     |
| ---- | ---------------------- | ---------------------- | --------------------------------------------- |
| ۲۰۰۸ | سرد سرو شده            | مرسدس                  | فیلم کوتاه                                    |
| ۲۰۱۰ | حمله                   | تلسفورا                |                                               |
| ۲۰۱۰ | تو رو به لورا معرفی کن | کارلا                  |                                               |
| ۲۰۱۲ | "ال سیلو" در نظر تو    | اپریل لورنزانا         |                                               |
| ۲۰۱۲ | حذف مالکیت             | نورما                  |                                               |
| ۲۰۱۳ | Sobre ella             | پیا                    |                                               |
| ۲۰۱۳ | نوزاد کوچولو "جیسوس"   | پنیلپ                  |                                               |
| ۲۰۱۳ | هیچ تعویض قبول نمی‌شود  | خودش                   | وقف شده                                       |
| ۲۰۱۴ | زمین خون               | ماگدالینا              |                                               |
| ۲۰۱۴ | یربامالا               | الینا                  |                                               |
| ۲۰۱۵ | یک‌لا مالا              | ماریا لورا "مالاً مدینه |                                               |
| ۲۰۱۵ | استار یا نه استار      | نشتنکا                 | نامزد شده - Diosa de Plata برای بهترین بازیگر |
| ۲۰۱۶ | همراهان                | ماریا                  | بحث دربارهٔ صحنه بوسه                          |
| ۲۰۱۶ | ماچو                   | ویویانا                |                                               |
| ۲۰۱۶ | چه بدبختی زندگی        | آندریا                 |                                               |
| ۲۰۱۷ | همه چیز رو برنده شو    | ایوا                   |                                               |
| ۲۰۱۷ | خطر کومو هومبر         | ناتی                   |                                               |
| ۲۰۱۹ | خانم بالا              | ایزابل                 |                                               |
| ۲۰۲۱ | خانه گل‌ها: فیلم        | الینا دی لا مور        |                                               |
| ۲۰۲۱ | بازگشت به اوت‌بک        | لگز(عنکبوت) (صوت)      |                                               |
| ۲۰۲۲ | کارما رو مقصر نکن      | سارا                   | نقش اصلی                                      |

### تلویزیون
| سال        | عنوان                       | نقش            | یادداشت                                                              |
| ---------- | --------------------------- | -------------- | -------------------------------------------------------------------- |
| ۲۰۰۹       | الاس پسر، لا الگریا دل هوگر | ونسا           |                                                                      |
| ۲۰۱۰       | لوس مینوندو                 | کاسیلدا        |                                                                      |
| ۲۰۱۰       | نیناس مال                   | برندا          | ۶ قسمت                                                               |
| ۲۰۱۰       | زنان قاتل                   | مارتا          | "Marta, manipuladora" (فصل ۳، قسمت ۱۰)                               |
| ۲۰۱۲       | لوس هیروئز دل نورته         | ناتاشا         | ۶ قسمت                                                               |
| ۲۰۱۳       | لا پرومسا                   | فریدا آگیلرا   | "Tres bellas jovencitas, en tres diferentes lugares" (فصل ۱، قسمت ۱) |
| ۲۰۱۳       | Gossip Girl: آکاپولکو       | جیوانا         | ۴ قسمت                                                               |
| ۲۰۱۵       | زیبایی لاتین ما ۲۰۱۵        | خودش           | مهمان مشهور (چهارمین جشن)                                            |
| ۲۰۱۶–۲۰۱۷  | آسان                        | گابی           | قسمت‌ها: "Controlada" و "Segundo empleo"                              |
| ۲۰۱۸–اکنون | لا کاسا د لاس فلورس         | النا د لا مورا | نقش اصلی                                                             |
| ۲۰۱۹–اکنون | سیس مأنوس                   | ایزابلا (صدا)  | نقش اصلی                                                             |